# Julian Washburn
Julian Washburn, né le 18 décembre 1991 à Houston dans le Texas, est un joueur américain de basket-ball. Il évolue aux postes d'arrière et d'ailier.

## Carrière professionnelle
Le 15 janvier 2019, il signe un contrat two-way avec les Grizzlies de Memphis pour le reste de la saison.
Il est envoyé aux Warriors de Golden State le 7 juillet 2019 puis coupé le 17 juillet 2019.